# Dark Matter (musikalbum)
Dark Matter är ett musikalbum av Randy Newman som utgavs i augusti 2017 på skivbolaget Nonesuch Records. Det är Newmans elfte studioalbum och utgavs nio år efter det föregående Harps and Angels, som även det getts ut nio år efter föregående studioalbum Bad Love. Albumet bemöttes mestadels positivt av musikkritiker och snittar på 82/100 på Metacritic. Musikkritikern Robert Christgau utnämnde skivan till 2017 års bästa.

## Låtlista
(alla låtar komponerade av Randy Newman)
1. "The Great Debate" - 8:08
2. "Brothers" - 4:54
3. "Putin" - 3:43
4. "Lost Without You" - 3:54
5. "Sonny Boy" - 4:42
6. "It's a Jungle Out There" - 3:19
7. "She Chose Me" - 3:12
8. "On the Beach" - 4:31
9. "Wandering Boy" - 3:01

## Listplaceringar
- Billboard 200, USA: #106[3]
- UK Albums Chart, Storbritannien: #61[4]
- Nederländerna: #8[5]